# Cd-r

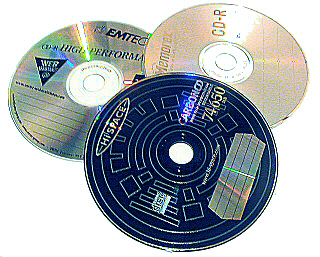
Verschillende cd-r's

Een cd-r (compact disc-recordable) is een variant van de compact disc, uitgevonden door Philips en Sony. De cd-r is een optische schijf met de eigenschap write once read many (WORM), dat wil zeggen eenmalig te beschrijven en vele malen te lezen. Dit in tegenstelling tot de cd-rw, die steeds opnieuw beschreven kan worden. Dit beschrijven kan met een cd-brander.

## Geschiedenis

Achterkant van een cd-r

De specificaties van de cd-r waren voor het eerst gepubliceerd door Philips en Sony in het 'orange book'. De cd-r werd daar nog aangeduid met cd write-once (WO).
Een gebrande cd-r is (in theorie) volledig compatibel met de Audio-cd-standaarden, waarvan de specificaties beschreven staan in de 'red book' en met de cd-romstandaarden, waarvan de specificaties beschreven staan in de 'yellow book'. Soms kan het voorkomen dat hardware gebaseerd op de Audio-cd-specificaties niet goed een cd-r kan lezen.

## Snelheden
Hieronder staat een tabel met informatie over de snelheden van het branden van een cd-r.
| Drive-snelheid | Data-snelheid | Tijd om een cd-r te branden van 80min/700MB |
| -------------- | ------------- | ------------------------------------------- |
| 1X             | 150 KiB/s     | 80 minuten                                  |
| 4X             | 600 KiB/s     | 20 minuten                                  |
| 8X             | 1200 KiB/s    | 10 minuten                                  |
| 12X            | 1800 KiB/s    | 6,7 minuten                                 |
| 32X            | 4800 KiB/s    | 2,5 minuten (noot)                          |
| 52X            | 7800 KiB/s    | 1,5 minuten (noot)                          |

(noot) Bij hogere brandsnelheden wordt er relatief meer tijd gebruikt voor het indelen van bestanden en nummers. Hierdoor duurt het brandproces langer dan in theorie mogelijk is.
Ook wordt er bij brandsnelheden van boven de 20X gebruikgemaakt van het Zoned-CLV-principe. Dit principe houdt in dat de maximumsnelheid alleen bereikt wordt aan de buitenste randen van de cd-r. Met dit principe is geen rekening gehouden in de bovenstaande tabel.